# Almir Turković
Almir Turković, född 3 november 1970, är en bosnisk tidigare fotbollsspelare.
Almir Turković spelade 7 landskamper för det bosniska landslaget.